# Billet de logement
 (mai 2021).
Si vous disposez d'ouvrages ou d'articles de référence ou si vous connaissez des sites web de qualité traitant du thème abordé ici, merci de compléter l'article en donnant les références utiles à sa vérifiabilité et en les liant à la section « Notes et références ».

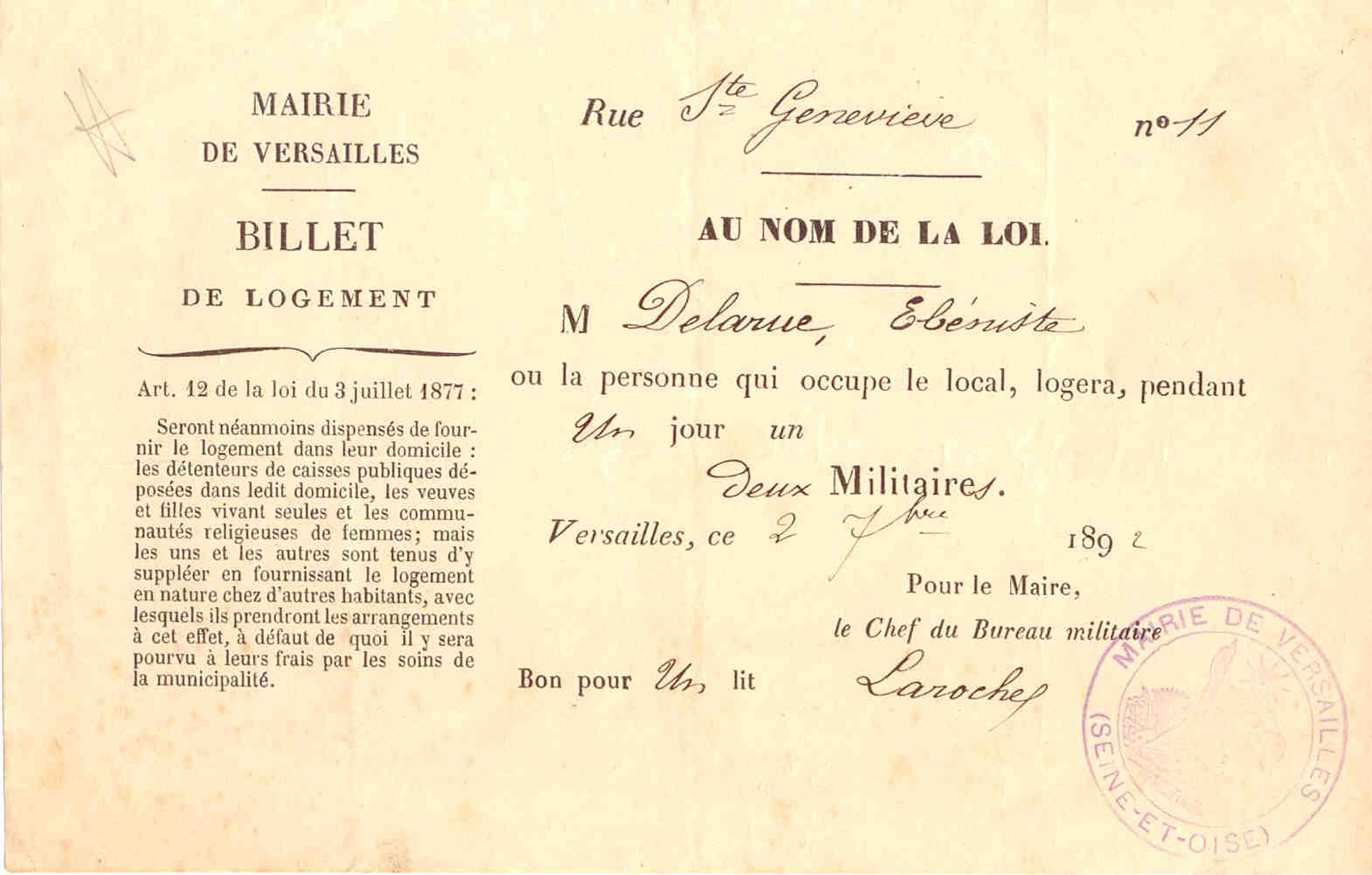
Un billet de logement (1892).

Le billet de logement est un acte administratif, délivré par le maire d'une commune, qui enjoint à un habitant de cette commune de loger des militaires de passage, et parfois leurs chevaux. Il peut aussi les obliger à les nourrir et les entretenir.

## Historique

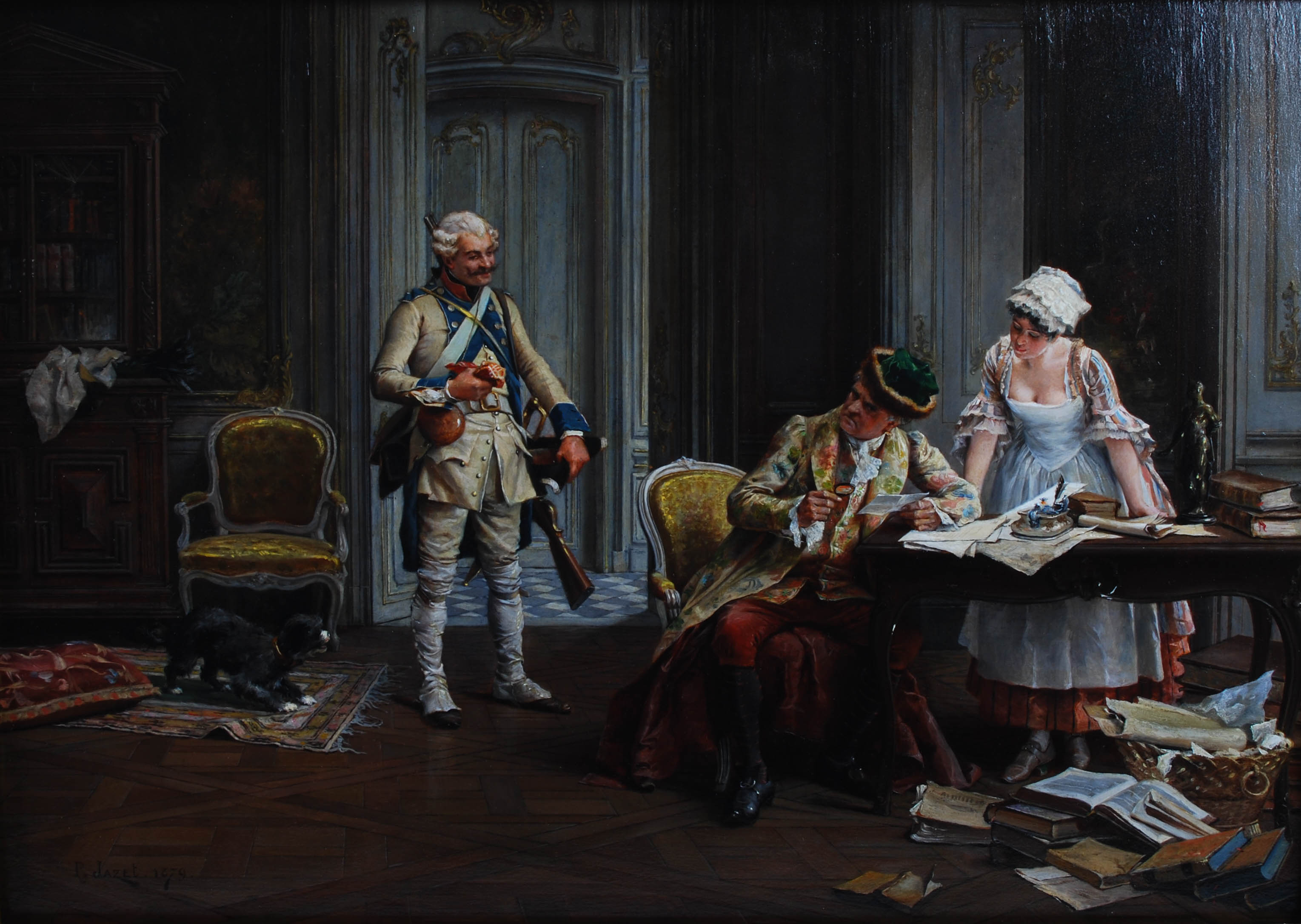
Le billet de logement, huile sur toile de Paul-Léon Jazet, 1879.

Il permet ainsi à des militaires d'être logés temporairement si la ville ne dispose pas de caserne pour les accueillir. Cette pratique vaut aussi en temps de paix, lors des manœuvres, etc.
 
Utilisés avant 1790 pour les Gardes-françaises et les Gardes suisses qui tenaient garnison à Paris,  il fut très utilisé pour réquisitionner les logements pour les nombreux mercenaires étrangers de l'armée napoléonienne qui avaient « un nom à coucher dehors », d'où l'expression « à coucher dehors avec un billet de logement ».
Cette pratique n'est pas spécifiquement française : elle s'observe dans d'autres pays.

## Usage dramatique
Un faux billet de logement est un moyen ingénieux pour un faux militaire de pénétrer dans l'intimité d'une famille (c'est-à-dire pour un amant de rejoindre son aimée chez elle). Cet artifice est utilisé notamment dans Le Barbier de Séville (1775), la comédie bien connue de Beaumarchais. Il inspire également la comédie-vaudeville Le Billet de logement (1901) d'Antony Mars et en 1954 le segment Le Billet de logement, réalisé par Henri Decoin, dans le film à sketches Secrets d'alcôve.